# Ronaro Corrêa
Ronaro Corrêa (Rio Casca, 6 de janeiro de 1943) é um político brasileiro, filho de Raimundo Batista Correia e de Maria Machado Correia. Exerceu o mandato de deputado federal constituinte em 1988.

## Carreira
Em 1963, concluiu o curso secundário na Escola Técnica de Mineração e Metalurgia, em Ouro Preto (MG) em 1963. Engenheiro formado pela Fundação Mineira de Educação e Cultura (Fumec) de Belo Horizonte em 1975, foi o primeiro presidente da Associação Brasileira de Carvão Vegetal, que teve sua criação em 1976. Em 1981, fez parte do grupo de estudos de política na Escola Superior de Guerra (ESG), Rio de Janeiro.
Em 1986 candidatou-se a uma vaga à Câmara dos Deputados na legenda do Partido da Frente Liberal (PFL). Após uma vasta campanha, elegeu-se com 61 mil votos, assumindo o cargo em fevereiro de 1987, quando tiveram início os trabalhos da Assembleia Nacional Constituinte. Participou, também, da subcomissão do Poder Judiciário e do Ministério Público, da Comissão da Organização dos Poderes e Sistema de Governo, sendo, mais tarde, suplente da subcomissão de Defesa do Estado, da Sociedade e de sua Segurança, da Comissão da Organização Eleitoral, Partidária e Garantia das Instituições.
Nas reuniões mais relevantes da Constituinte, votou favoravelmente à proteção ao emprego contra despedida sem justa causa, pluralidade sindical, ao presidencialismo, à anistia às dívidas de micro e pequenos empresários, à legalização do jogo do bicho e ao mandato de 5 anos para o presidente José Sarney.
Mostrou-se em oposição à pena de morte, à limitação do direito de propriedade privada, remuneração 50% superior para o trabalho extra, jornada semanal de 40 horas, o turno ininterrupto de seis horas e o aviso prévio proporcional ao tempo de serviço, à soberania popular, o voto facultativo aos 16 anos, à nacionalização do subsolo, estatização do sistema de finanças, o limite de 12% ao ano para os juros reais, proibição do comércio do sangue, limitação dos encargos da dívida externa, e à desapropriação de propriedades rurais produtivas para fins de reforma agrária.
Com a formação da nova Constituição em 5 de outubro de 1988, exerceu apenas o mandato comum. Nos trabalhos da Câmara dos Deputados, foi vice-líder do PFL, participante titular da Comissão de Economia, Indústria e Comércio e suplente da Comissão de Minas e Energia. Ronaro tentou a reeleição em outubro de 1990, sem sucesso. Abandonando a carreira política, passou a se dedicar à sua empresa de mineração e metalurgia em tempo integral, Viga Mineração e Engenharia Ltda..

## Vida
Foi casado com Vera Lúcia Trindade Correia e teve três filhos. O segundo casamento foi com Eliana Passos Vasconcelos Correia.